# 莫霍克陨击坑
莫霍克陨击坑（Mohawk）是火星阿西达里亚海区的一座撞击坑，该陨坑东邻亚基马陨击坑，南面与更大的班贝格陨击坑相望，其中心坐标位于北纬42.89度、东经354.65度处，直径17.49公里（10.87英里）。名称取自美国纽约州蒙哥马利县莫霍克镇，1976年被国际天文联合会行星系统命名工作组批准接受。

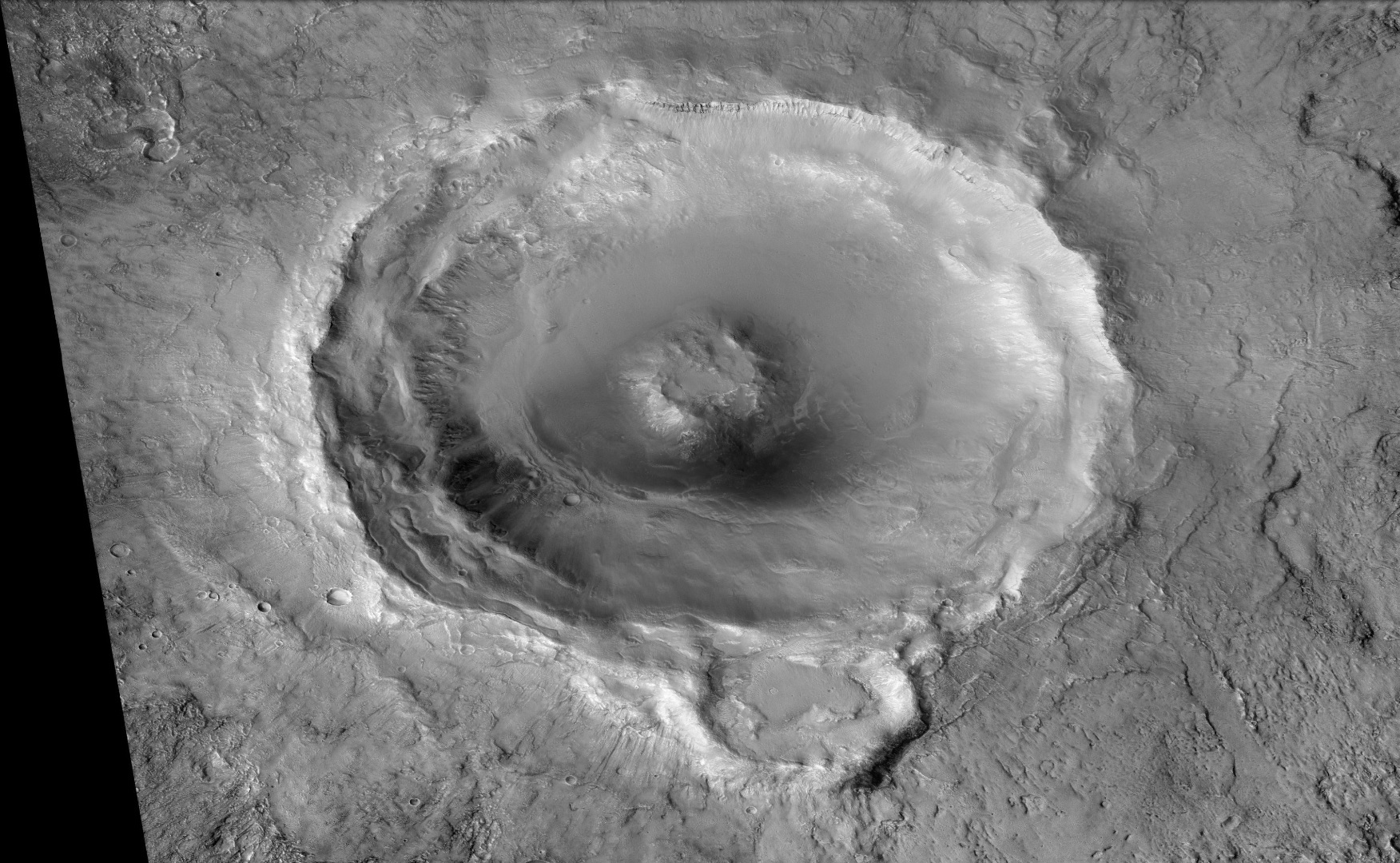
火星勘测轨道飞行器背景相机拍摄的莫霍克陨击坑。
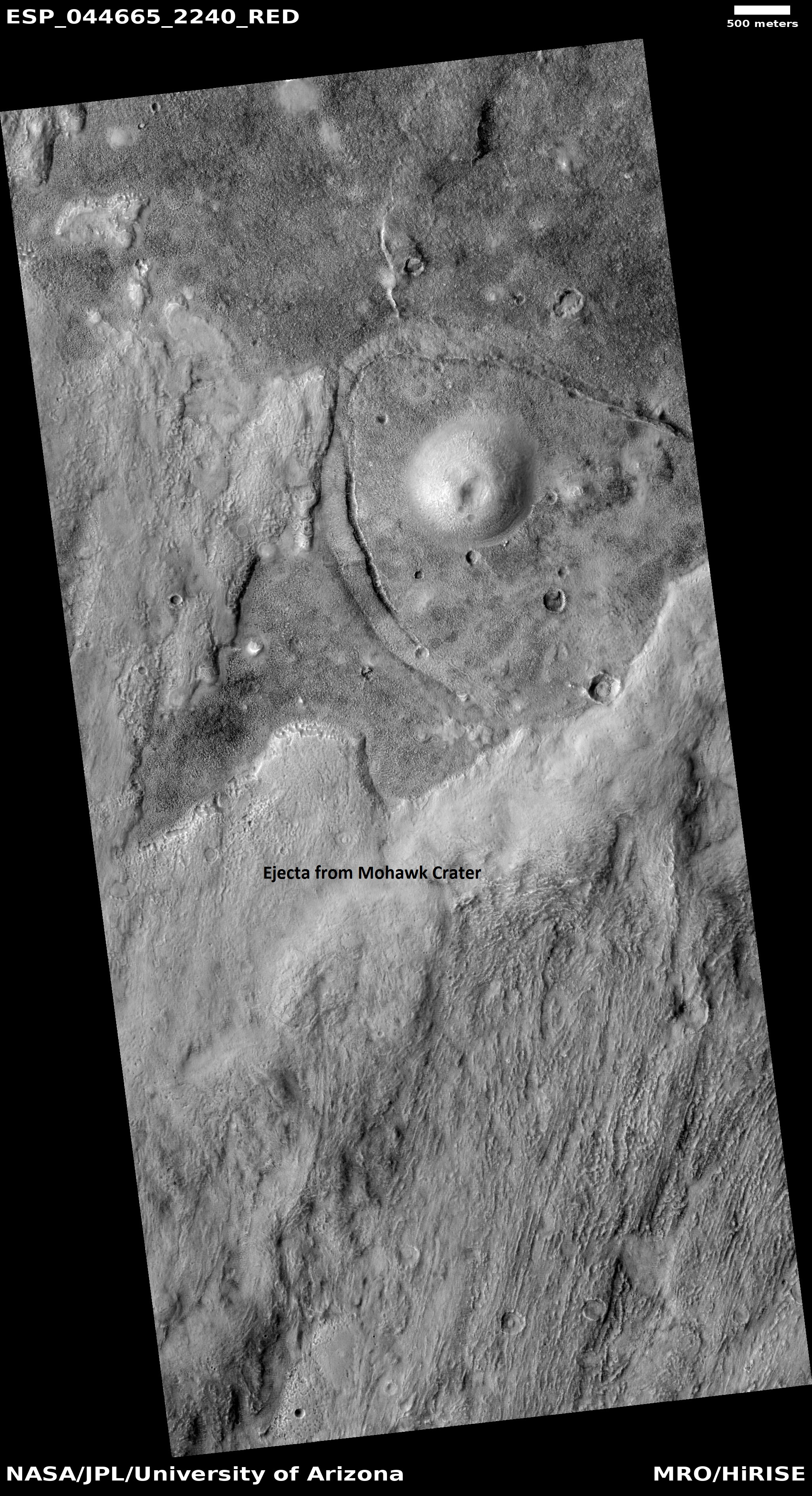
HiWish计划下高分辨率成像科学设备显示的莫霍克陨击坑的喷出物。

## 另请查看
- 火星气候
- 纬度相关覆盖层
- 火星撞击坑
- 火星矿石资源
- 行星体系命名法